# Pizzo d'Orsalia
Pizzo d'Orsalia är en bergstopp i Schweiz.   Den ligger i distriktet Vallemaggia och kantonen Ticino, i den sydöstra delen av landet, 110 km sydost om huvudstaden Bern. Toppen på Pizzo d'Orsalia är 2 664 meter över havet, eller 155 meter över den omgivande terrängen. Bredden vid basen är 0,65 km.
Terrängen runt Pizzo d'Orsalia är huvudsakligen mycket bergig. Runt Pizzo d'Orsalia är det mycket glesbefolkat, med 4 invånare per kvadratkilometer.. Närmaste större samhälle är Cevio, 7,7 km öster om Pizzo d'Orsalia. 
I omgivningarna runt Pizzo d'Orsalia växer i huvudsak blandskog.